# Vědomice
Vědomice är en ort i Tjeckien.   Den ligger i regionen Ústí nad Labem, i den centrala delen av landet, 40 km norr om huvudstaden Prag. Vědomice ligger 157 meter över havet och antalet invånare är 693.
Terrängen runt Vědomice är huvudsakligen platt. Vědomice ligger nere i en dal.Runt Vědomice är det ganska tätbefolkat, med 111 invånare per kvadratkilometer. Närmaste större samhälle är Roudnice nad Labem, 1,1 km sydost om Vědomice. Trakten runt Vědomice består till största delen av jordbruksmark.